# Ataquines
Ataquines település Spanyolországban, Valladolid tartományban. Ataquines Ramiro, Valladolid, Olmedo, Almenara de Adaja, Puras, Montejo de Arévalo, San Pablo de la Moraleja, Salvador de Zapardiel, Lomoviejo és San Vicente del Palacio községekkel határos. Lakosainak száma 573 fő (2024).

## Népesség
A település lakosságának változását az alábbi diagram mutatja:
| Lakosok száma | 875  | 816  | 772  | 732  | 657  | 574  | 572  | 583  | 548  | 573  |
|               | 2001 | 2004 | 2007 | 2009 | 2012 | 2014 | 2017 | 2019 | 2022 | 2024 |